# Boarmia cacozela
Boarmia cacozela är en fjärilsart som beskrevs av Eugen Wehrli 1943. Boarmia cacozela ingår i släktet Boarmia och familjen mätare. Inga underarter finns listade i Catalogue of Life.